# A quien quiera escuchar
A quien quiera escuchar es el décimo álbum de estudio del cantante puertorriqueño, Ricky Martin. Fue lanzado al mercado el día 10 de febrero de 2015 a través de la discográfica Sony Music Latin. Ganó el premio Mejor Álbum de Pop Latino en la quincuagésima octava entrega anual de los Premios Grammy Latinos.

## Antecedentes
Después del éxito y promoción de su álbum anterior, Música + alma + sexo en febrero de 2011 el cual consiguió posicionarse como número tres en los Billboard Top 200 de Estados Unidos y recibir la certificación de disco de platino por la Asociación de Industria del Registro de América (RIAA) por la venta de arriba de 100 000 copias en el país. En los años siguientes, Martin fue entrenador en el programa de televisión The Voice en Australia, mientras tanto, su discográfica emitió el disco de éxitos: Greatest Hits: Souvenir Edition (2013) Junto a todo esto, Ricky grabó y promocionó diversos sencillos únicos durante este perioso como "Adrenalina" (junto a Wisin y Jennifer Lopez), y "Vida" incluido en la compilación del álbum promocional del torneo de futbol en Brasil del 2014: One Love, One Rhythm: el álbum oficial de la Copa Mundial de la FIFA.
A finales de diciembre del 2014, por medio de sus redes sociales, a través de un vídeo, Martin reveló que el nombre de su siguiente álbum sería A quien quiera escuchar y que saldría al mercado el 10 de febrero de 2015, "vamos a tener un año muy interesante lleno de música, fiesta y tiempo romántico". A través de otro vídeo informó la lista de canciones que este álbum contendría.

## Sencillos
"Adiós" fue liberado como el primer sencillo de A quien quiera escuchar. La premier de la canción sucedió el 22 de septiembre del 2014 a través de estaciones radio en los Estados Unidos y su territorio Puerto Rico y fue liberado para descargas digitales el 23 de septiembre en tres versiones, español, inglés e inglés-francés. "Adiós" es una canción de duración de tres minutos y cincuenta y ocho segundos. Influida por sonido originales de diferentes partes del mundo en qué Martin viajó en 2014. El sencillo debutó en el número 22 de Hot Latin Tracks de Billboard de EE. UU. logrando su 41.ª éxito dentro de esta cartelera. La presentación de Martin durante los premios anuales del 15.º Latin Grammy, logró que la canción saltara al número 16 y luego a la novena posición; logrando así su 24.º Top Ten dentro del Hot Latin Tracks. Con esta hazaña,  Martin se posicionó al frente de cantantes como  Gloria Estefan en la lista de cantantes latinos en conseguir más Top Tens dentro del Billboard.
"Disparo al corazón" segundo sencillo del álbum, fue liberado el 13 de enero de 2015; debutó en el número treinta y cuatro de la cartelerta de Latin Airplay Songs y como número diecinueve en Latin Pop Airplay Songs. Martin, logró así 40 éxitos dentro de esta cartelera (seguido por Enrique Iglesias con treinta y seis). "Disparo al corazón" también debutó en el número 35 en el Hot Latin Tracks logrando el 42vo. éxito dentro de esta cartelera. Además, el sencillo consiguió la posición número siete dentro de las descargas digitales de Pop latino de Billboard. Dos semanas más tarde, "Disparo al corazón" también debutaba como número 23 dentro de la cartelera del Tropical Hot Songs. El 16 de febrero de 2015, "Disparo al corazón" logró la primera posición del Latin Airplay Songs. permaneciendo cuatro semanas consecutivas como número uno. La canción también alcanzó la posición número 9 dentro del Hot Latin Tracks, en la quinta semana. El 2 de marzo de 2015, Martin consiguió su decimocuarto número uno en Latin Airplay con "Disparo al corazón." Finalmente, "Disparo al corazón" se catapultó a la posición número nueve dentro del Hot Latin Tracks, número uno en Latin Airplay Songs y número veinte en Latin Digital Songs.
El tercer sencillo, "La mordidita", fue presentado el 21 de abril de 2015. Debutó en el número diecisiete del Latin Digital Songs, con la venta de más de 2,000 descargas digitales. En mayo de 2015, Martin extendió su registro para ser el artista con más de veinte sencillos dentro del Pop Latin Airplay, cuándo "La mordidita" saltó de la posición 40 a la 20. A mitades de agosto del 2015, "La mordidita" consiguió colocarse dentro de los 10 mejores hits dentro de la cartelera del Hot Latin Songs. Convirtiendo a Ricky Martin como el cuarto artista en colocar éxitos dentro Top Ten en la historia de 29 años de esta cartelera. A finales de agosto de 2015, Martin ganó con "La mordidita" su decimoquinto número uno en Latin Airplay Songs. Finalmente, "La mordidita" escaló al número seis dentro del Hot Latin Tracks de EE.UU, número uno en Latin Airplay Songs y número siete en Latin Digital Songs. Logró el número uno en Latin Pop Airplay, el número dos en Latin Pop Digital Songs, y el número veintiséis en Tropical Songs. En España, la canción logró una posición como número tres y se certificó como disco de platino por sus ventas.
"Perdóname", el cuarto sencillo del álbum, fue liberado a través de estaciones de radio el 15 de enero de 2016. Anunciándolo a través de su página de Facebook el mismo día.

## Éxito comercial
A quien quiera escuchar debutó como número 20 en la el Billboard Top 200 de EE. UU. y vendió 25,000 copias en su primera semana de estreno. Posteriormente,  debutó en número uno en el Top Latin Albums, consiguiendo el sexto álbum número uno para Martin.

## Recepción
A quien quiera escuchar recibió generalmente críticas positivas por expertos en la industria musical. Clint Rhodes de Heraldo-Estándar otorgó una revisión positiva al álbum y alabó su composición y sus letras. Según Allan Raible de Yahoo! para GMA "este no es un álbum que comparta diferentes clichés. Este es pop latino bien hecho con un experiencia instrumental y oído". El álbum le otorgó a Martin una nominación como Mejor Álbum Vocal Contemporáneo dentro de la 16.º premiación del Latin Grammy.

## Premios y certificaciones
| Año  | Ceremonia                          | Premio                              | Resultado |
| ---- | ---------------------------------- | ----------------------------------- | --------- |
| 2015 | Premios de Música latinoamericana  | Álbum del Año                       |           |
| 2015 | Latino Grammy Premios              | Pop Contemporáneo mejor Álbum Vocal |           |
| 2015 | Premios de Música americana        | Artista latino favorito             |           |
| 2015 | Música latina Premios italianos    | Álbum Macho latino mejor del Año    |           |
| 2016 | Grammy Premios                     | Álbum de Pop latino mejor           |           |
| 2016 | Lo Nuestro Premios                 | Álbum/de Rock del pop del Año       |           |
| 2016 | Cartelera Premios de Música latina | Álbum latino superior del Año       |           |
| 2016 | Cartelera Premios de Música latina | Álbum de Pop latino del Año         |           |

## Lista de canciones
| A quien quiera escuchar |                                   |                                                                            |          |  |
| N.º                     | Título                            | Escritor(es)                                                               | Duración |  |
| 1.                      | «Adiós»                           | Ricky Martin · Antonio Rayo · Yotuel Romero                                | 4:00     |  |
| 2.                      | «Disparo al corazón»              | Ricky Martin · Pedro Capó · Rafael Esparza-Ruiz · Yoel Henríquez           | 3:50     |  |
| 3.                      | «Isla bella»                      | Beatriz Luengo · Omar Alfanno · Yotuel Romero                              | 4:55     |  |
| 4.                      | «Perdóname»                       | Ricky Martin · Antonio Rayo · Beatriz Luengo · Yotuel Romero               | 4:00     |  |
| 5.                      | «Náufrago»                        | Ricky Martin · Antonio Rayo · Yotuel Romero                                | 3:26     |  |
| 6.                      | «La mordidita» (featuring Yotuel) | Ricky Martin · Beatriz Luengo · José Gómez · Pedro Capó · Yotuel Romero    | 3:31     |  |
| 7.                      | «Cuánto me acuerdo de ti»         | Ricky Martin · Antonio Rayo · Beatriz Luengo · Yotuel Romero               | 3:31     |  |
| 8.                      | «Mátame otra vez»                 | Ricky Martin · Beatriz Luengo · David Julca · Johnny Julca · Yotuel Romero | 4:03     |  |
| 9.                      | «Nada»                            | Ricky Martin · Beatriz Luengo · David Julca · Johnny Julca · Yotuel Romero | 3:25     |  |
| 10.                     | «A quien quiera escuchar»         | Jorge Ruiz Flores                                                          | 4:10     |  |
| 37:31                   |                                   |                                                                            |          |  |

| A quien quiera escuchar (Deluxe Edition) |                                      |                                                                            |          |  |
| N.º                                      | Título                               | Escritor(es)                                                               | Duración |  |
| 11.                                      | «Náufrago» (Acoustic Version)        | Ricky Martin · Antonio Rayo · Yotuel Romero                                | 3:20     |  |
| 12.                                      | «Mátame otra vez» (Acoustic Version) | Ricky Martin · Beatriz Luengo · David Julca · Johnny Julca · Yotuel Romero | 4:02     |  |
| 13.                                      | «Nada» (Dharmik Version)             | Ricky Martin · Beatriz Luengo · David Julca · Johnny Julca · Yotuel Romero | 3:11     |  |
| 49:29                                    |                                      |                                                                            |          |  |

## Posicionamiento en listas
| Listas (2015)     | Mejor posición |
| ----------------- | -------------- |
| Argentina (CAPIF) | 1              |

## Certificaciones
| País                 | Certification   | Ventas  |
| -------------------- | --------------- | ------- |
| Argentina (CAPIF)    | 2x Platino      | 80 000^ |
| Chile (IFPI)         | 2x Platino      | 20 000^ |
| México (AMPROFON)    | Platino         | 60 000^ |
| United States (RIAA) | Platino (Latin) | 60 000^ |
| Venezuela (APFV)     | Oro             | 5000^   |